# Leichtathletik-Europameisterschaften 1986/4 × 400 m der Frauen

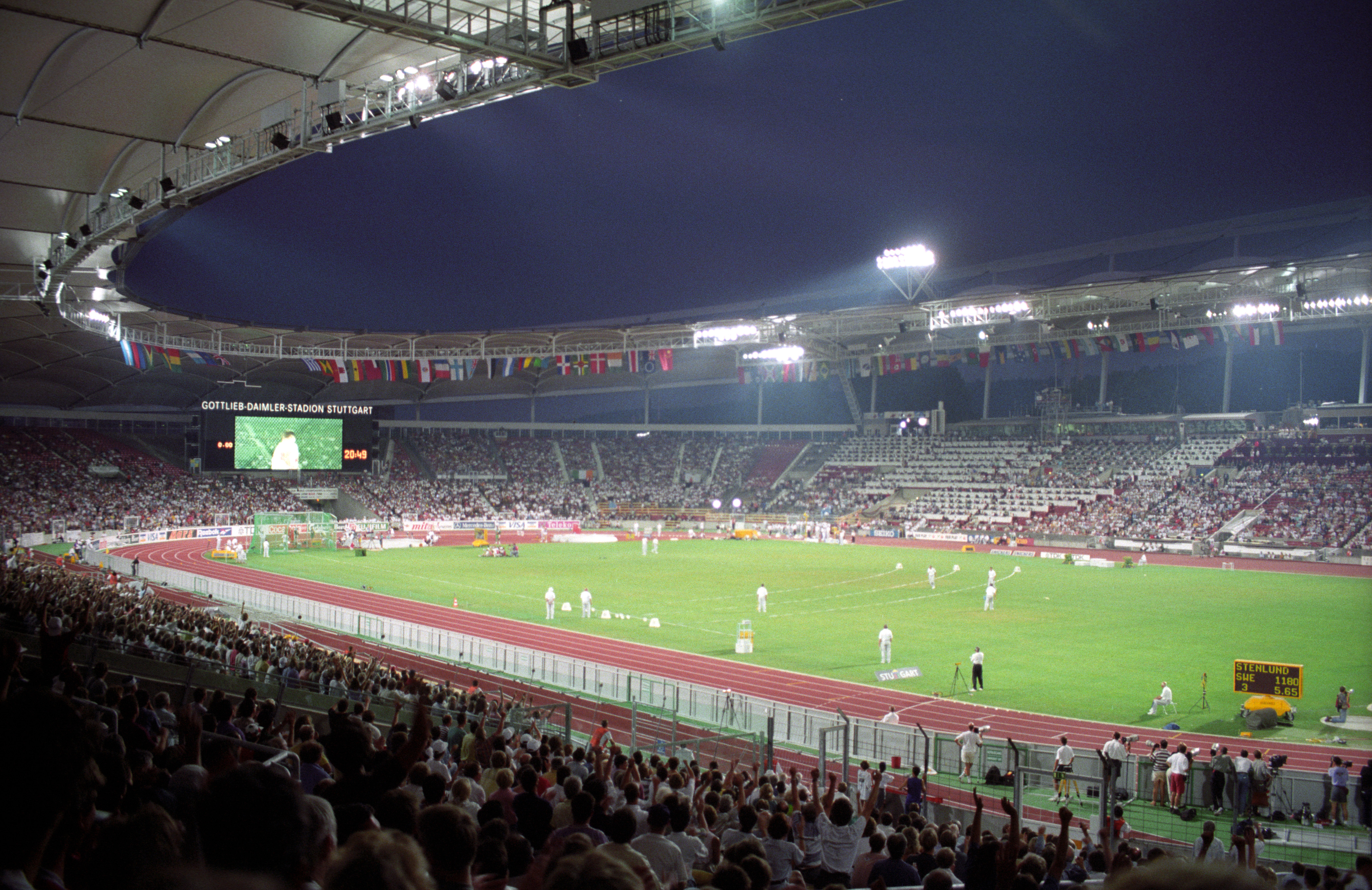
Das Stuttgarter Neckarstadion (heute MHPArena) bei den Leichtathletik-Weltmeisterschaften 1993

Die 4-mal-400-Meter-Staffel der Frauen bei den Leichtathletik-Europameisterschaften 1986 wurde am 31. August 1986 im Stuttgarter Neckarstadion ausgetragen.
Europameister wurde die DDR in der Besetzung Kirsten Emmelmann, Sabine Busch, Petra Müller und Marita Koch. Den zweiten Platz belegte das bundesdeutsche Team mit Gisela Kinzel, Ute Thimm, Heidi-Elke Gaugel und Gaby Bußmann. Bronze ging an Polen (Ewa Kasprzyk, Marzena Wojdecka, Elzbieta Kapusta, Genovefa Blaszak).

## Rekorde

### Bestehende Rekorde
| Weltrekord           | 3:15,92 min | DDR (Gesine Walther, Sabine Busch, Dagmar Rübsam, Marita Koch) | Erfurt DDR (heute Deutschland) | 3. Juni 1984      |
| Europarekord         | 3:15,92 min | DDR (Gesine Walther, Sabine Busch, Dagmar Rübsam, Marita Koch) | Erfurt DDR (heute Deutschland) | 3. Juni 1984      |
| Meisterschaftsrekord | 3:19,05 min | DDR (Kirsten Siemon, Sabine Busch, Dagmar Rübsam, Marita Koch) | EM Athen Griechenland          | 3. September 1982 |

### Rekordverbesserung
Die siegreiche Staffel der DDR (Kirsten Emmelmann, Sabine Busch, Petra Müller und Marita Koch) verbesserte den vom eigenen Land gehaltenen EM-Rekord im Finale am 31. August um 2,18 Sekunden auf 3:16,87 Minuten. Zum Welt- und Europarekord – ebenfalls im Besitz des eigenen Landes – fehlten dem Quartett nur 95 Hundertstelsekunden.

## Durchführung
Da nur sieben Staffeln antraten, entfiel die Vorrunde, alle Teams bestritten gemeinsam das Finale.

## Legende
Kurze Übersicht zur Bedeutung der Symbolik – so üblicherweise auch in sonstigen Veröffentlichungen verwendet:
| CR  | Championshiprekord     |
| BR  | Bundesdeutscher Rekord |
| DSQ | disqualifiziert        |

## Resultat
31. August 1986, 17:30 Uhr
| Platz | Staffel        | Besetzung                                                          | Zeit (min) |
| ----- | -------------- | ------------------------------------------------------------------ | ---------- |
| 1     | DDR            | Kirsten Emmelmann Sabine Busch Petra Müller Marita Koch            | 3:16,87 CR |
| 2     | BR Deutschland | Gisela Kinzel Ute Thimm Heidi-Elke Gaugel Gaby Bußmann             | 3:22,80 BR |
| 3     | Polen          | Ewa Kasprzyk Marzena Wojdecka Elzbieta Kapusta Genovefa Blaszak    | 3:24,65    |
| 4     | Bulgarien      | Juliana Marinowa Pepa Pawlowa Jordanka Stojanowa Rossiza Stamenowa | 3:26,26    |
| 5     | Italien        | Marisa Masullo Cosetta Campana Giuseppina Cirulli Erica Rossi      | 3:32,30    |
| 6     | Spanien        | Asther Lahoz Montserrat Pujol Christina Perez Blanca Lacambra      | 3:32,51    |
| DSQ   | Sowjetunion    | Vineta Ikauniece Olga Nasarowa Marina Stepanowa Olha Wladykina     |            |

## Videolinks
- 569 European Track and Field 1986 4x400m Women, www.youtube.com, abgerufen am 17. Dezember 2022
- The 'quickest sock in history' -European Athletics Championships 1986 4x400 Final, www.youtube.com, abgerufen am 17. Dezember 2022